# Línguas andamanesas
As línguas andamanesas, ou grande-andamanesas, são uma família linguística de línguas faladas pelo povo das Ilhas Andamão, da Índia, no Oceano Índico. O último falante fluente dos idiomas, uma espécie de crioulo baseada em Aka-jeru, faleceu em 2009. No entanto, ainda existem falantes vivos de uma forma koiné das línguas, conhecida como Aka-Jero.

## História
No final do século XVIII, quando os Britânicos se estabeleceram nas ilhas Andamão, havia cerca de 5000 pessoas grande-andamanesas vivendo em Grande Andamão e nas ilhas vizinhas; essas pessoas eram parte de dez tribos distintas, com línguas diferentes mas intimamente relacionadas. Da década de 1860 em diante, a criação de uma colônia penal Britânica permanente e a chegada de colonos imigrantes e trabalhadores, vindo principalmente do subcontinente Indiano, reduziu imensamente os números das tribos, chegando a apenas dezenove indivíduos em 1961.
Desde então, o número aumentou um pouco, chegando a 52 em 2010. Entretanto, até o fim de 1994, sete das dez tribos já haviam sido extintas, e divisões entre as tribos sobreviventes (Jeru, Bo e Cari) efetivamente deixam de existir, devido a casamentos mistos e reassentamento em um território muito menor na Ilha do Estreito. Alguns membros das tribos também se casaram com colonos Karens e Indianos. O Hindi é crescentemente usado como língua principal na região, e para por volta de metade da população, é o único idioma utilizado. O último falante conhecido do idioma Bo morreu em 2010, aos 85 anos.
Cerca de metade da população agora falam o que pode ser considerado um novo idioma, uma espécie de linguagem koiné ou mista da família das línguas Andamanesas, com base principalmente em Aka-Jeru. Esta versão modificada tem sido chamado de "Grande Andamanês presente"  por alguns estudiosos, mas também pode ser referido simplesmente como "Jero" ou "Grande Andamanês".

## Gramática
As línguas da família andamanesa são aglutinantes, com um sistema extenso de prefixos e sufixos. Eles têm uma sistema de classe de substantivos distintivo, baseado largamente em partes do corpo, no qual cada substantivo e adjetivo pode receber um prefixo de acordo com qual parte do corpo ele está associado (com base em forma, ou associação funcional). Assim, por exemplo, o *aka- no início dos nomes de idiomas é um prefixo para objetos relacionados com a língua. 
Como as partes do corpo são possessões inalienáveis do indivíduo, exigem um prefixo de adjetivo possessivo para completá-las; assim, não se pode dizer "cabeça", mas apenas "minha, ou sua, ou dele, etc. cabeça".
Conclui-se a partir das observações e fontes disponíveis que as línguas andamanesas contam com apenas dois números cardinais — um e dois — e todo o léxico numérico é um, dois, mais um, mais alguns, e todos.

## Classificação
As línguas faladas nas ilhas Andamão se enquadram em duas famílias: a grande andamanesa, e Ongan, além de um idioma cuja família não se sabe, a língua sentinelesa. As semelhanças entre as línguas andamanesas e ongan são de uma natureza tipológica morfológica, com pouco vocabulário comum. Dessa forma, pesquisadores como Joseph Greenberg expressam suas dúvidas sobre a validade da família andamanesa como classificação, e Abbi (2008) considera a língua sobrevivente andamanesa como uma língua isolada. Os idiomas de Grande Andamão são:
- Grande Andamãoe
  - Sul
    - Aka-Bea ou Bea (†)
    - Akar-Bale ou Bale (†)

  - Central
    - Aka-Kede ou Kede (†)
    - Aka-Kol ou Kol (†)
    - Oko-Juwoi ou Juwoi (†)
    - A-Pucikwar ou Pucikwar (†)

  - Norte
    - Aka-Cari ou Chari (†)
    - Aka-Kora ou Kora (†)
    - Aka-Jeru ou Jeru (†)
    - Aka-Bo ou Bo (†)